# پیری‌متانیل
پیری‌متانیل (به انگلیسی: Pyrimethanil) با فرمول شیمیایی C۱۲H۱۳N۳ یک ترکیب شیمیایی است. که جرم مولی آن ۱۹۹٫۲۵۲ g/mol می‌باشد. 